# Barranco de Mandor
El Barranco de Mandor o Arroyo de la Granolera es un curso de agua de la comarca Campo de Turia de la provincia de Valencia, en la Comunidad Valenciana (España). Su nacimiento se sitúa en el municipio de La Eliana a partir del Molino de la Luna hasta su desembocadura en el río Turia en el municipio de Ribarroja del Turia, recogiendo las aguas fluviales y de la acequia Nueva desde los territorios de Liria y Benaguacil.

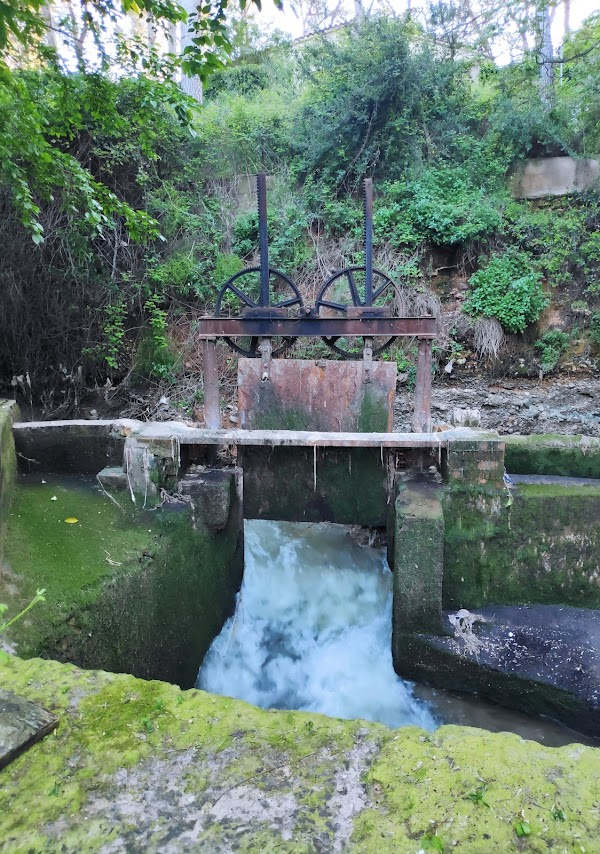
Azud de Montesol o de Mandor, en la parte derecha del barranco, frente a la masía del Puseros o San José y frente a la fuente de Puseros que estaba dentro del barranco.

## Historia
El antiguo curso de agua funcionaba como eje dinamizador agrícola de la zona, permitiendo la explotación de los territorios de la Eliana y alimentando las acequias del condado de Mandor. Desde su comienzo, el Barranco de Mandor, directamente por él o indirectamente por las acequias que en él desembocan, daba movimiento a los molinos y fábricas, como: el de La Luna, de San Vicente, de la Concepción, de Remigio, del Carmen, del Mandor y del Peñot, estos dos últimos, en término de Ribarroja, casi en la desembocadura al río Turia, donde el barranco vierte sus aguas sobrantes. El salto de agua que producían los azudes y la que salía de los artefactos de los molinos y fábricas producían junto a ellos un movimiento del fondo del barranco donde se formaban grandes hoyos donde permitía cuando no venía agua quedaran pequeños embalses o clots donde se refugiaba la fauna acuícola, como anguilas, barbos y madrillas.
El barranco fue encauzado y cubierto por una bóveda desde el molino de la Luna hasta pasar Montesol en término de Ribarroja del Turia, a finales de la década de 1970, desapareciendo así toda la vida acuática y perdiendo así su importancia histórica y natural. Sin embargo, en la actualidad existe un gran interés social en su renaturalización y aprovechamiento urbano, lo cual ha impulsado diversas actuaciones para reacondicionar este espacio enmarcadas en la Agenda Urbana.
Existe un estudio inicial de proyecto de renaturalización por parte de la Confederación Hidrográfica del Júcar y el Ayuntamiento de l'Eliana con los objetivos de mejorar su función hidráulica de drenaje de las aguas pluviales en los episodios de lluvias y de los excedentes de riego a la vez que se recupera su vertiente de espacio natural, con su vegetación y fauna propia, compatible con un uso social integrado en la infraestructura verde de l'Eliana.